# Джон Хейшам Гібон
Джон Гейшам Гібон-молодший (англ. John Heysham Gibbon Jr.; 29 вересня 1903, Філадельфія — 5 лютого 1973, Філадельфія) — американський кардіохірург, винахідник апарату штучного кровообігу.

## Наукова діяльність
У 1927 році після закінчення медичної школи Джон відправляється в Лікарню Пенсильванії для проходження дворічної інтернатури, де бере активну участь у клінічних дослідженнях, вивчаючи ефекти хлориду натрію і калію в дієті пацієнтів з гіпертензією. Після двох років інтернатури отримує посаду асистента-дослідника доктора Едварда Черчілля (Edward Churchill) в Массачусетської лікарні загального профілю у Бостоні.
У лютому 1930 року Джон почав працювати в лабораторії медичної школи Гарварда (Harvard Medical School), де познайомився зі своєю майбутньою дружиною — асистенткою доктора Черчілля, Мері Гопкінс (Mary Hopkins).
3 жовтня 1930 року Джон та Черчілль оглядали пацієнтку, що скаржилась на дискомфорт у грудях і вже 2 тижні перебувала на постільному режимі після холецистектомії. Несподівано пацієнтка втратила свідомість, її дихання порушилося. Доктор Черчілль поставив діагноз: тромбоемболія легеневої артерії. За життєвими показаннями пацієнтку повинні були взяти в операційну для виконання майже завжди фатальної операції Тренделенбурга, також відомої як легенева емболектомія. Джона Гібона призначили стежити за станом пацієнтки вночі, і коли вранці її артеріальний тиск не змогли виміряти, хвору негайно відправили на операцію. Доктор Черчілль виконав емболектомію з легеневої артерії за 6,5 хвилин, але пацієнтка померла. Джек довго думав над тим як можна було б поліпшити стан пацієнтки, і йому прийшла в голову думка перенаправити венозну кров з розширених вен в апарат, де б кров насичуючись киснем, позбавлялася від вуглекислого газу, а потім поверталася назад в артерії хворий.
Повернувшись до Філадельфії в 1931 році, Джон разом з дружиною починає проводити підготовчі дослідження зі створення апарату штучного кровообігу. У 1934 році працюючи в Гарварді під керівництвом доктора Черчілля їм вдалося домогтися перших успіхів: кішки з повною оклюзією легеневої артерії залишалися живими до 2 годин 51 хвилини. Однак у апарату ще залишалися невирішені проблеми, найсерйознішими з них були гемоліз, який розвивався, коли кров проходила через апарат, і неможливість оксигенировати великі обсяги крові. Робота Гібона над апаратом перервалася в січні 1942 року, коли він волонтером відправився на Другу світову війну, де пробув до 1945 року.
Ґібон повернувся до роботи над апаратом в Медичному коледжі Джефферсона в 1946 році, де за допомогою одного зі своїх студентів - Кларка (EJ Clark) познайомився з Томасом Уотсоном старшим (Thomas Watson) президентом IBM. Кларк був студентом-медиком у коледжі Джефферсона та був зарахований на роботу в лабораторію разом з Джоном Темплтоном (John Templeton), який був помічником Гібона. Кларк служив пілотом у Військовій авіатранспортної Службі під час війни і був заручений з дочкою президента коледжу Лафайет, який був близьким другом Томаса Уотсона. Кларк справедливо вважав, що Уотсон може бути зацікавлений в наданні допомоги в розробці апарату штучного кровообігу. Завдяки цьому зв'язку, Гібон був запрошений на зустріч з Уотсоном, який відразу ж став активним прихильником.
Протягом декількох років Джек співпрацював особисто з Томасом Уотсоном старшим і ще п'ятьма інженерами IBM. В результаті вони побудували перший пристрій штучного кровообігу, яке могло стійко працювати безпосередньо під час операцій на серці, не пошкоджуючи при цьому еритроцитів і не створюючи повітряних бульбашок.
6 травня 1953 року Джон Ґібон в Філадельфії вперше в світі виконав успішну операцію на відкритому серці, з приводу дефекту міжпередсердної перегородки, з використанням апарату штучного кровообігу. Ця операція була першою з серії п'яти операцій виконаної Гібоном 1950. В подальшому четверо з п'яти пацієнтів доктора Ґібона померли через різні ускладнення, в зв'язку з чим автор першого апарату штучного кровообігу відмовився від здійснення операцій на відкритому серці.
1955 року Джон Кірклін та його команда в клініці Мейо, модифікувавши АШК Ґібона, використовували його у подальшому для виконання піонерських операцій на відкритому серці.

## Звання та нагороди

### Наукові звання
- 1923 — Бакалавр, Принстонський університет
- 1927 — Доктор медицини, Медичний коледж Джефферсона

### Почесні звання
- 1959 — Доктор наук, Університет Буффало
- 1961 — Доктор наук, Принстонський університет
- 1965 — Доктор наук, Пенсильванський університет
- 1967 — Доктор наук, Коледж Дикинсона
- 1969 — Доктор юриспруденції, Медичний коледж Джефферсона
- 1970 — Доктор наук, Університет Дьюка

### Військові звання
- 1942—1944 — Майор, армія США
- 1945 — Підполковник, армія США